# Romulus, vainqueur d'Acron
Romulus, vainqueur d'Acron est un tableau à thème historique peint à Rome par Jean-Auguste-Dominique Ingres en 1812. Commande du Général de Miollis, à l'occasion d'une visite de Napoléon Ier à Rome, le tableau de dimensions monumentales, était destiné à décorer le salon de l'impératrice dans le palais du Quirinal. Inspiré d'un récit de Plutarque sur l'histoire romaine, Ingres choisit de donner un caractère archaïque à l'œuvre en employant la technique de la tempera à l'exemple des maîtres de la Renaissance italienne comme Mantegna. Le tableau fait partie des collections de l'école nationale supérieure des beaux-arts de Paris.

## Représentation
Dans la Mythologie romaine, Rome fut fondée par Romulus après qu'il eut tué son frère Rémus.
La cité nouvelle attire des marginaux, essentiellement des hommes, qui y trouvent refuge. Afin de pérenniser la ville, Romulus organise des enlèvement de femmes; le rapt le plus connu étant celui des Sabines (femmes du peuple sabin) mais d'autres ont également lieu dans les villes voisines de Cænina, Crustumerium et Antemnæ. 
Cet acte déclenche une guerre au cours de laquelle le chef de l'armée de Cænina, Acron, est tué.